# Хейзен (озеро)
Хе́йзен (англ. Lake Hazen) — озеро на территории Нунавут в Канаде. Расположено за Полярным кругом в северной части острова Элсмир, который входит в состав островов Королевы Елизаветы Канадского Арктического архипелага.

## География

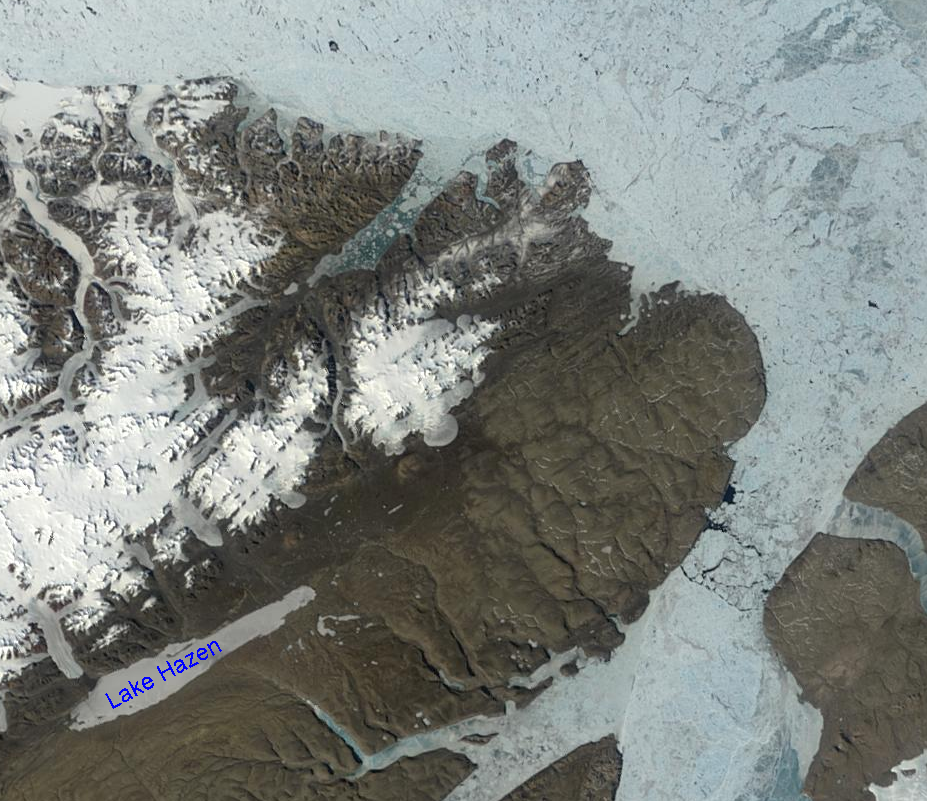
Аэрокосмический снимок NASA

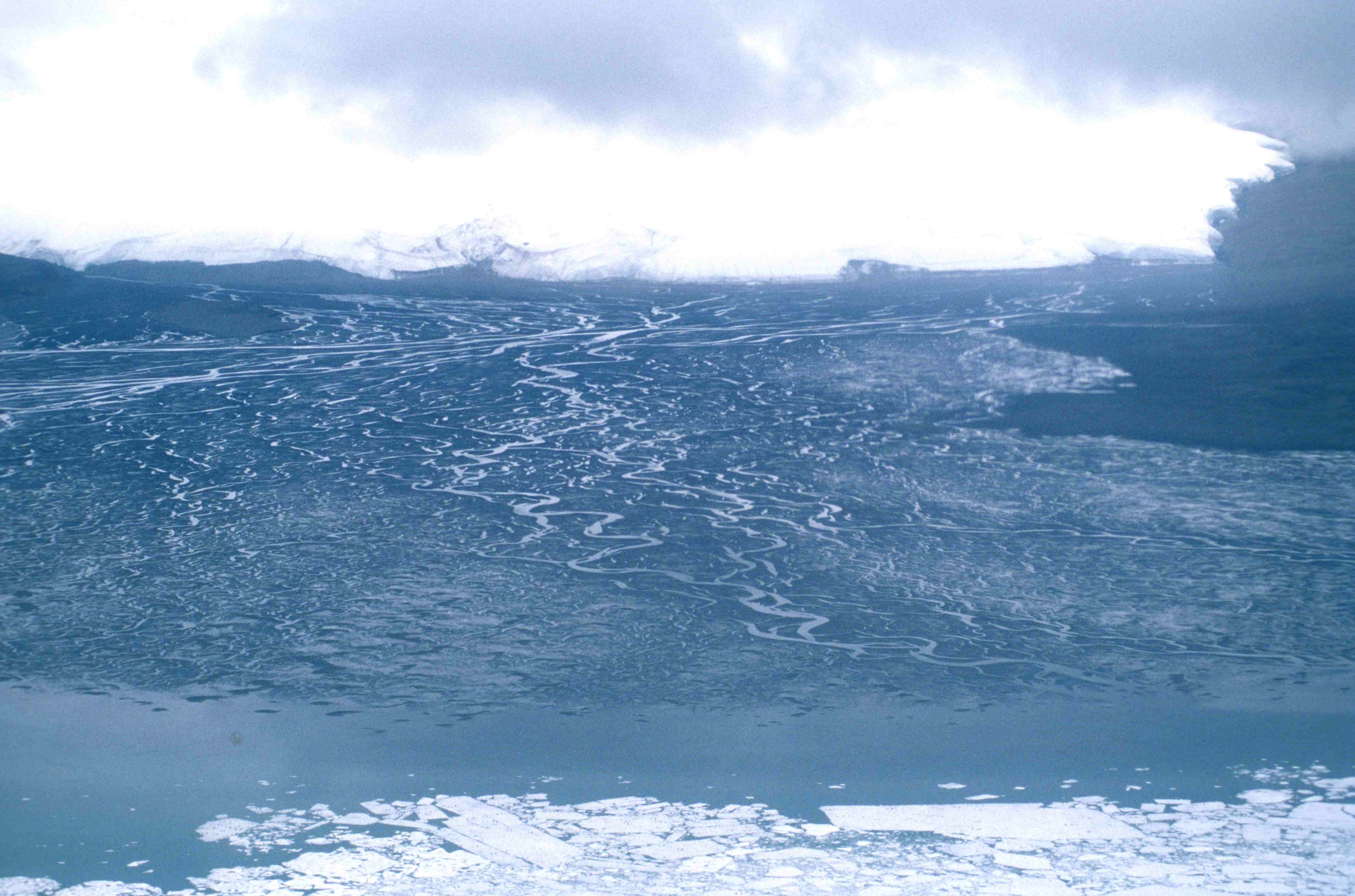
Ледник и река Хенриетта-Несмит

Одно из больших озёр Канады — площадь водной поверхности 537 км², общая площадь — 542 км². По объёму воды Хейзен является самым большим в мире озером за Полярным кругом. Высота над уровнем моря 158 метров, колебания уровня озера до 1,4 метра. Озеро очень глубоко — до 280 метров, в самом глубоком месте дно озера на 120 метров ниже уровня океана. Питание озера от тающих ледников Хенриетта-Несмит, Драйас, Блистер, Аббе, Тёрнстон, Тёрнабаум по рекам Хенриетта-Несмит, Гилман, Адамс, Аббе, Тёрнстон, Тёрнабаум. Сток по реке Рагглс в фьорд Чандлер, фьорд Конибэр, залив Леди Франклин. Площадь водосборного бассейна — 4900 км².
Северо-восточная оконечность озера находится в 118 км к юго-западу от посёлка Алерт, расположенного на берегу моря Линкольна Северного Ледовитого океана и являющегося самым северным в мире населённым пунктом с постоянными населением.
Озеро имеет ряд островов, самый крупный из которых — остров Джонс (7 километров в длину и меньше километра в ширину, вытянутый в направлении юго-запад — северо-восток).
Местность вокруг озера Хейзен является оазисом посреди ледяной пустыни, температура воздуха здесь выше, чем на побережье, максимальная летняя температура (за все годы наблюдения) составляет 23 градуса Цельсия. Количество безморозных дней в году — около 70. Полярный день с мая по август. Ледостав — 10 месяцев в году. В холодные годы юго-западная часть озера остается покрытой льдом весь год, на открытой части плавающий лёд сохраняется до следующей зимы.

## Растительный и животный мир
Растительный мир берегов озера представлен мхами, лишайниками, травянистыми растениями с коротким вегетационным периодом, приспособленные к жизни в полярных условиях. Самое крупное растение — арктическая ива, являющаяся источником питания для многих животных озёрного ареала — карибу, овцебыков, полярных зайцев. Рыбы озера представлены только одним видом, способным выжить в его ледяных водах — арктическим гольцом.
Биоразнообразие холоднолюбивых микроорганизмов озера Хейзен сокращается из-за потепления климата.

## История
Озеро открыл в 1882 году лейтенант Адольф Грили во время экспедиции 1881—1883 годов. Форт-Конгер — базовый лагерь Грили находился на северо-восточном берегу острова, его создание проводилось в рамках проведения Первого Международного полярного года. Хейзен-Кэмп на северном берегу озера был создан в рамках проведения Международного Геофизического года в 1957 году и используется различными научными экспедициями до сих пор.
Озеро целиком входит в состав национального парка Куттинирпаак — второго по размеру территории и самого северного национального парка Канады.